# Potwierdzenie zwrotne
W przypadku wiadomości e-mail potwierdzenie zwrotne jest dla nadawcy potwierdzeniem otrzymania (dostarczenia i/lub przeczytania) wiadomości e-mail przez odbiorcę. To jakie potwierdzenie, jeśli w ogóle, zostanie wysłane przez odbiorcę do nadawcy, zależy od oprogramowania poczty elektronicznej adresata.
Wyróżnia się dwie usługi związane z powiadomieniami związanymi z wysyłaniem wiadomości e-mail:
- Delivery Status Notifications/DSN – powiadomienia o stanie dostarczenia
- Message Disposition Notifications/MDN – powiadomienia o dyspozycji wiadomości.

Pozwalają one na wysłanie odpowiednio żądania potwierdzenia dostarczenia (request a delivery receipt) i żądania potwierdzenia przeczytania (request a read receipt). Jednak to, czy takie potwierdzenie dostarczenia (delivery receipt) lub potwierdzenie przeczytania (read receipt) zostanie w ogóle wysłane, zależy od konfiguracji oprogramowania pocztowego odbiorcy.

## Powiadomienia o stanie dostarczenia (DSN)
DSN używana jest jednocześnie jako nazwa usługi, która może być opcjonalnie świadczona przez agentów przesyłania wiadomości (Message Transfer Agents/MTA) przy użyciu protokołu SMTP, oraz jako format wiadomości używany przy zwracaniu potwierdzeń do nadawcy wiadomości. W szczególności usługa DSN SMTP jest używana przy żądaniu potwierdzenia dostarczenia lub niepowodzenia dostarczenia wiadomości. Zwracanie potwierdzenia (w formacie DSN) po niepowodzeniu dostarczenia jest zachowaniem domyślnym, podczas gdy zwracanie DSN po pomyślnym dostarczeniu wymaga zdefiniowania żądania przez nadawcę wiadomości.
Trzeba jednak zdać sobie sprawę z tego, że wysłanie żądania nie implikuje otrzymanie odpowiedzi na to żądanie. Z różnych powodów możliwe jest dostarczenie wiadomości na serwer poczty elektronicznej i do nadawcy zwracany jest DSN wskazujący na to pomyślne dostarczenie, jednak wiadomość może nie być widziana przez odbiorcę ani nawet nie będzie mu udostępniana.
Rozszerzenie DSN SMTP, format wiadomości i powiązane kody stanu dostarczenia są określone w dokumentach od RFC 3461 do RFC 3464 i RFC 6522.

## Powiadomienia o dyspozycji wiadomości (MDN)
MDN zapewniają powiadomienie o „dyspozycji” wiadomości – wskazując czy została ona wyświetlona przez odbiorcę, odrzucona przed odczytaniem itp. Jednak ze względu na ochronę prywatności, a także ze względu na kompatybilność wsteczną, wnioski o MDN są całkowicie o charakterze intencjonalnym – to znaczy odbiorcy mogą swobodnie ignorować takie prośby.
Format i użycie MDN jest określone w dokumencie RFC 3798. Opis sposobu, w jaki wielu agentów użytkownika poczty e-mail (Mail User Agent/MUA) powinno obsługiwać generowanie MDN w środowisku IMAP4 znajduje się w dokumencie RFC 3503.
Niestandardowym, ale szeroko stosowanym sposobem żądania potwierdzenia zwrotnego jest użycie w nagłówku wiadomości e-mail pola „Return-Receipt-To:” (RRT) z określonym adresem zwrotnym wiadomości e-mail. Gdy użytkownik po raz pierwszy otworzy wiadomość e-mail zawierającą w nagłówku to pole, program do obsługi poczty zazwyczaj zapyta użytkownika, czy wysłać potwierdzenie zwrotne – jest to zależne od możliwości i konfiguracji programu pocztowego.